# Guy Mollet
Guy Mollet (francouzská výslovnost [ɡi mɔlɛ]IPA; 31. prosince 1905 – 3. října 1975) byl francouzský socialistický politik, který v letech 1956 až 1957, tedy v době Čtvrté republiky, zastával post francouzského premiéra. V letech 1946 až 1967 stál v čele strany Section Française de l'Internationale Ouvrière a od roku 1953 do roku 1956 byl předsedou evropské politické skupiny Pokrokové spojenectví socialistů a demokratů.